# Orthonops overtus
Espèce
Orthonops overtus est une espèce d'araignées aranéomorphes de la famille des Caponiidae.

## Distribution
Cette espèce est endémique du Mexique. Elle se rencontre en Basse-Californie et dans le Nord de la Basse-Californie du Sud.

## Description
Le mâle décrit par Platnick en 1995 mesure 3,85 mm et la femelle 5,34 mm.

## Publication originale
- Chamberlin, 1924 : The spider fauna of the shores and islands of the Gulf of California. Proceedings of the California Academy of Sciences, sér. 4, vol. 12, p. 561-694 (texte intégral).